# Brimus affinis
Brimus affinis là một loài bọ cánh cứng trong họ Cerambycidae.